# François Nicolas de Salomon
François Nicolas de Salomon Lord de Florimont, (Colmar, Alt Rin, 21 de setembre, 1739 - Boron, Territori de Belfort, 21 de novembre, 1799), va ser un general de divisió de la Revolució Francesa.

## Registres de servei
Va entrar al servei el 9 de gener de 1750 com a ensenya al regiment del Delfinat, va ser sotstinent el 3 de desembre de 1751, primer tinent el 8 d'agost de 1754 i capità el 23 de setembre de 1757. Va servir a Alemanya del 1757 al 1762, i va formar una companyia quan es va crear el regiment suís d'Eptingen l'1 de març de 1758. Va ser nomenat cavaller de Saint-Louis el 12 de març de 1763. Capità de granaders l'1 de març de 1766, va servir a Còrsega el 1768- 1769, i obté el grau de major el 16 de març de 1769. Tinent coronel el 29 d'agost de 1769, és admès en jubilació el 2 de juny de 1788.
Va reprendre el servei el 21 de maig de 1792 com a tinent coronel del 1r batalló de voluntaris de l'Alt Rin, després com a tinent coronel d'infanteria de la legió Kellermann a l'avantguarda de l'exèrcit del Centre el 5 de setembre de 1792. Va ser ascendit a general de brigada el 27 d'abril de 1793 a l'exèrcit de les costes de La Rochelle, i el 8 de juny de 1793, fou a la batalla de Montreuil-Bellay. Va ser elevat al rang de general de divisió el 30 de juliol de 1793 i va ser rellevat de les seves funcions el 28 de setembre següent.
Va tornar a l'activitat el 12 de novembre de 1794, a l'exèrcit del Rin, i va deixar d'estar actiu el 13 de juny de 1795, després de ser autoritzat a jubilar-se el 30 de maig de 1795. Admès al tractament reformista el 9 de novembre de 1798, es va jubilar el 30 de setembre de 1799.
Va morir el 21 de novembre de 1799 a Boron (Territori de Belfort).